# Koncert potrójny Beethovena
Koncert na fortepian, skrzypce i wiolonczelę C-dur op. 56, zwany Potrójnym koncertem (niem. Tripelkonzert) – koncert skomponowany wiosną 1804 roku przez Ludwiga van Beethovena, jednak swoją oficjalną premierę miał w maju 1808 roku. Beethoven napisał utwór dla swojego ucznia Rudolfa Habsburga oraz nadwornych muzyków: Karla Augusta Seidlera i Antonína Krafta.

## Historia
W 1970 roku koncert był grany w Moskwie przez Dawida Ojstracha, Mstisława Rostropowicza i Swiatosława Richtera.

## Części utworu[6][7][8]
1. Allegro
2. Largo
3. Rondo alla polacca